# Рафаель Монті

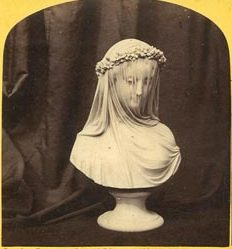
Весталка у вуалі. 1862

Рафаель Монті (італ. Raffaelle Monti ; 1819, Мілан — 16 жовтня 1881) — італійський скульптор та поет.

## Біографія
Перші кроки в мистецтві зробив під керівництвом свого батька, відомого скульптора Гаетано Маттео Монті, який працював у Міланському соборі та над пам'ятниками, започаткованими при Наполеоні. Навчався в Імператорській академії Мілана під керівництвом скульптора Помпео Маркезі.
Дебютував рано і в 1838 виграв золоту медаль за скульптурну групу під назвою «Александр приборкує Буцефала». Після оприлюднення скульптури «Аякс, який захищає тіло Патрокла» 1838 року отримав запрошення до Відня, де зробив портретні бюсти різних членів імператорської родини.
Монті повернувся до Мілана в 1842 році, а в 1845 році вирізьбив фігури святого Теодула і святого Тарбула для Міланського собору. У жовтні 1846 року його відвідав Вільям Спенсер, 6-й герцог Девонширський, який замовив у нього скульптуру весталки в вуалі. Монті прибув до Англії із завершеною статуєю навесні 1847 року. Після повернення до Мілана Монті взяв участь у повстанні проти Австрії, а після поразки повстанців під Кустозою в 1848 році переїхав до Лондона.
Митець отримав замовлення на два надгробних пам'ятника. У листопаді 1850 року його дружина Адель і малолітня дочка Марія приєдналися до нього в Лондоні. Прославився скульптурою «Єва після гріхопадіння» та «Весталка з вуаллю». Закрите вуаллю обличчя стало характерною рисою творчості Монті. Однак, критики сприймали їх як чванство своєю майстерністю. Після закриття Великої виставки, де демонструвалися скульптури, Монті було обрано членом Королівського паноптикону науки і мистецтва, який відкрився на Лестер-сквер у 1854 році. Рада Паноптикуму замовила завуальовану фігуру для постійної експозиції в будівлі.
Він працював над історичними реконструкціями в будівлі Великої виставки сера Джозефа Пекстона та іншими скульптурами. Але через хибні розрахунки на матеріали він втратив багато коштів і в 1855 році був оголошений банкрутом. Суд дозволив йому завершити більшу частину своєї роботи для компанії Crystal Palace. У 1857 році Монті знову працював з Пакстоном і наступного року створив гіпсовий рельєф «Орфей і Оссіан як втілення музики та поезії» над аркою авансцени Королівської опери в Ковент-Гардені. У 1861 році його кінна статуя Чарльза Стюарта Вейна, 3-го маркіза Лондондеррі, відлита самим Монті з гальванічної міді, після кількох років експериментів була відкрита в Даремі.
Міжнародна виставка 1862 року в Південному Кенсінгтоні стала кульмінацією його творчості. Там він презентував «Сон печалі та мрію про радість», а також групу срібних виробів «Поезія Великої Британії». Монті проєктував та моделював численні статуетки та бюсти для масового виробництва.
Наприкінці життя перебував у боргах і жив у пансіоні для ремісників. У свої останні роки здебільшого працював дизайнером у майстрів срібла та порцеляни. Він навіть продав свої інструменти для різьблення. Помер у жовтні 1881 року.

## Галерея

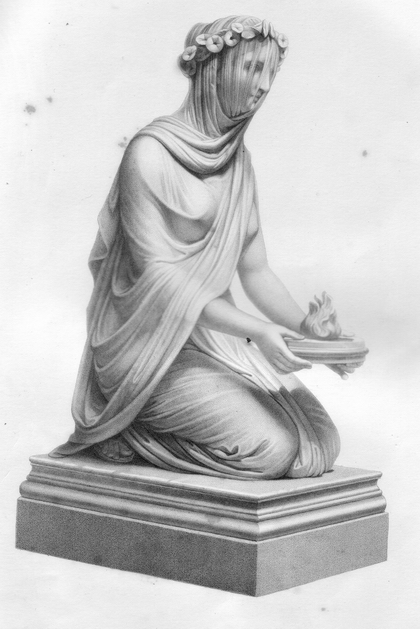
Весталка у вуалі (Veiled Vestal) бл. 1848. Чатсворт-хаус .
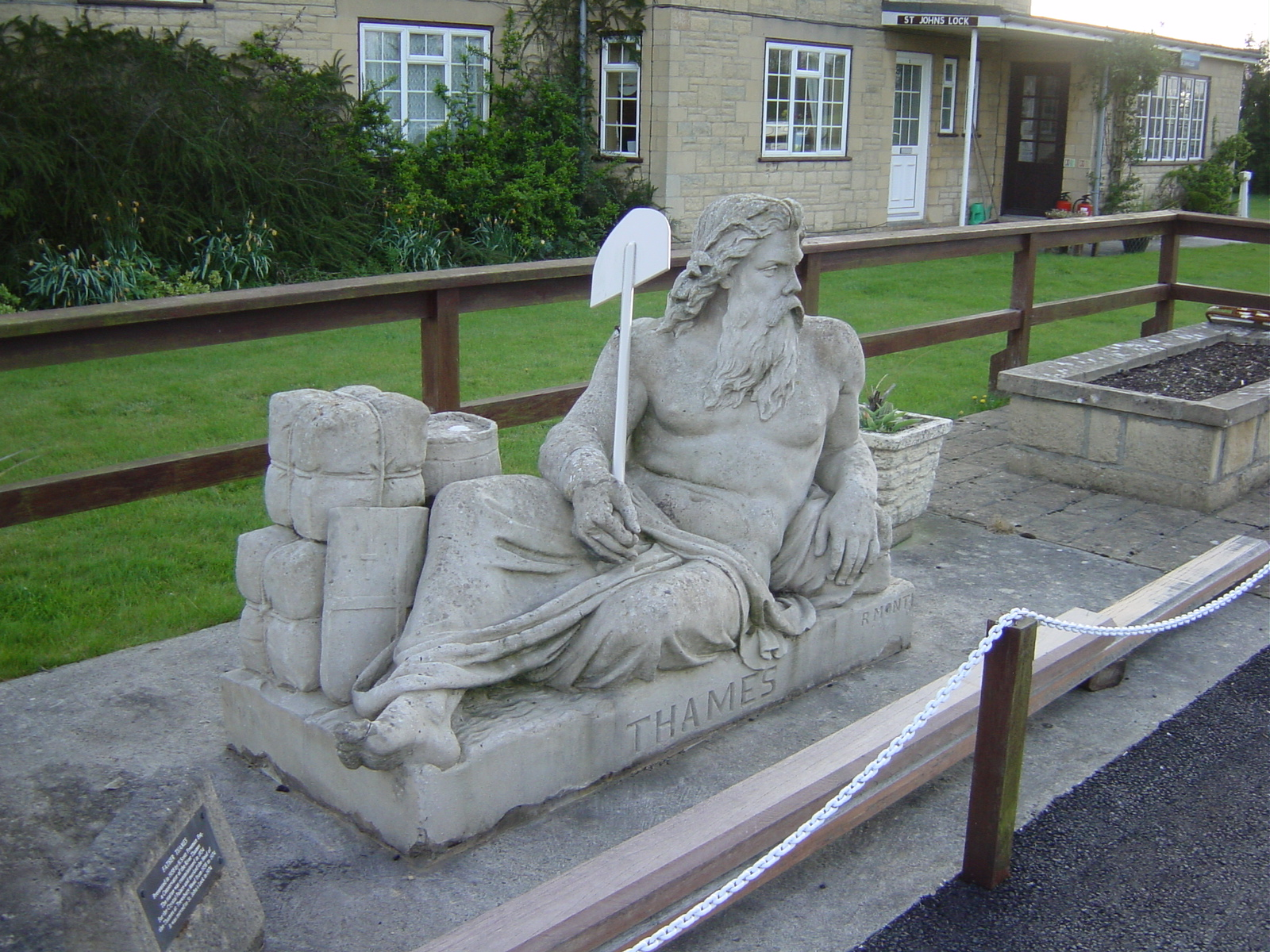
Алегорія «Батько Темза » прибл. 1853
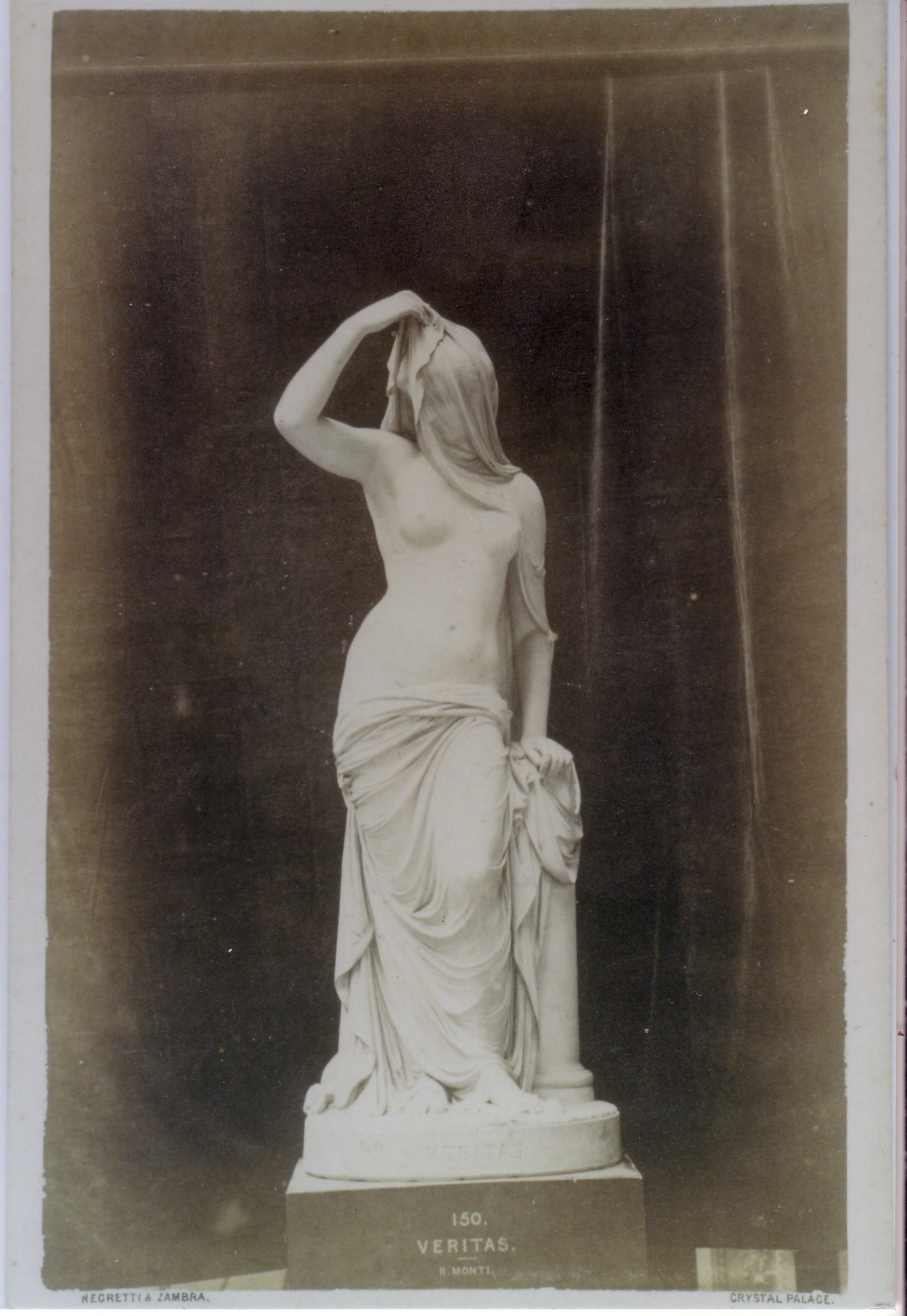
Алегорія "Правда". бл 1853. Кришталевий палац зруйновано 1936 р.
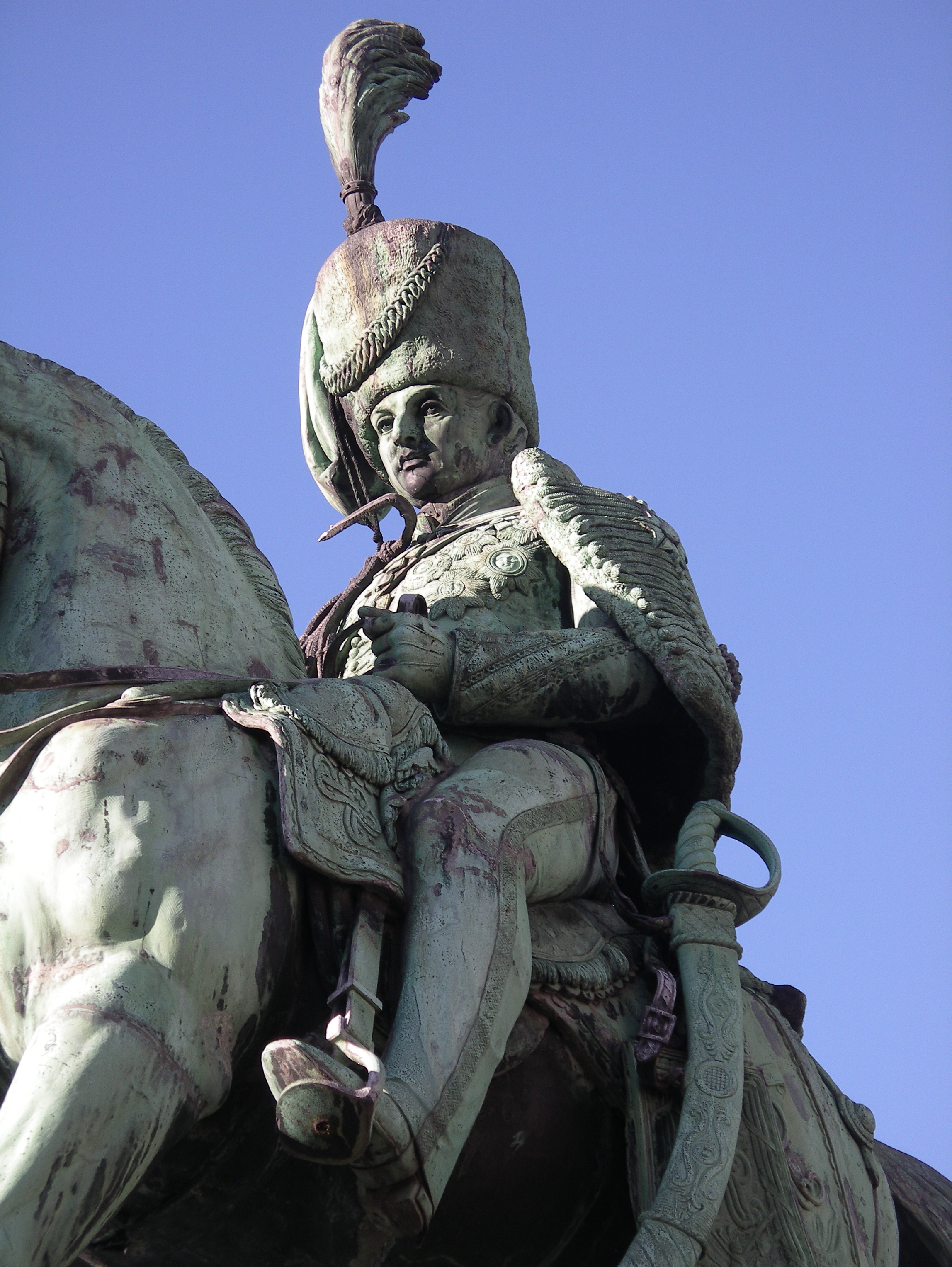
Фрагмент пам'ятника Чарльзу Вейну, третьому маркізу Лондондеррі бл. 1861 Дарем, Англія.
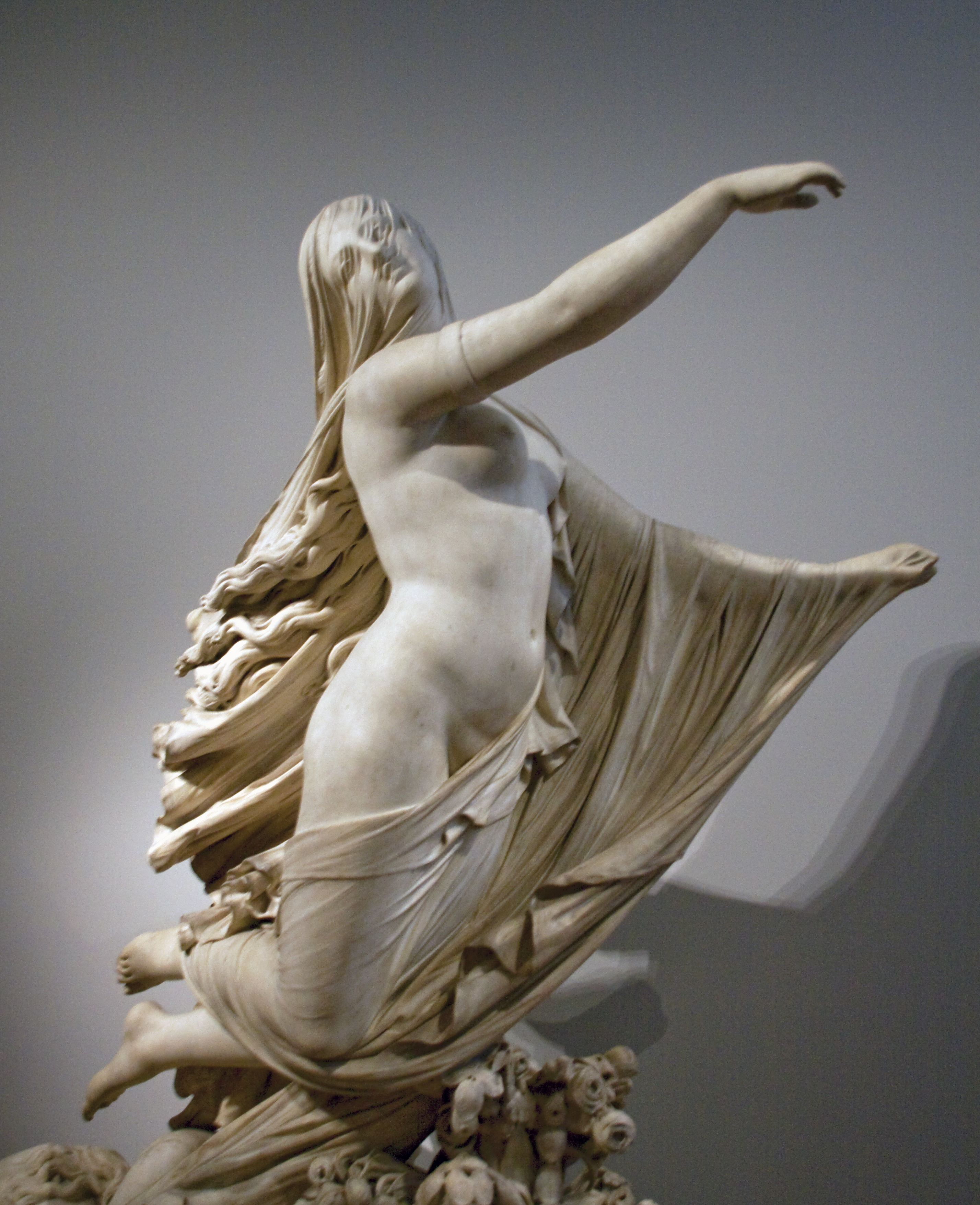
Алегорія «Сон печалі та мрії радості». бл. 1862. Музей Вікторії та Альберта
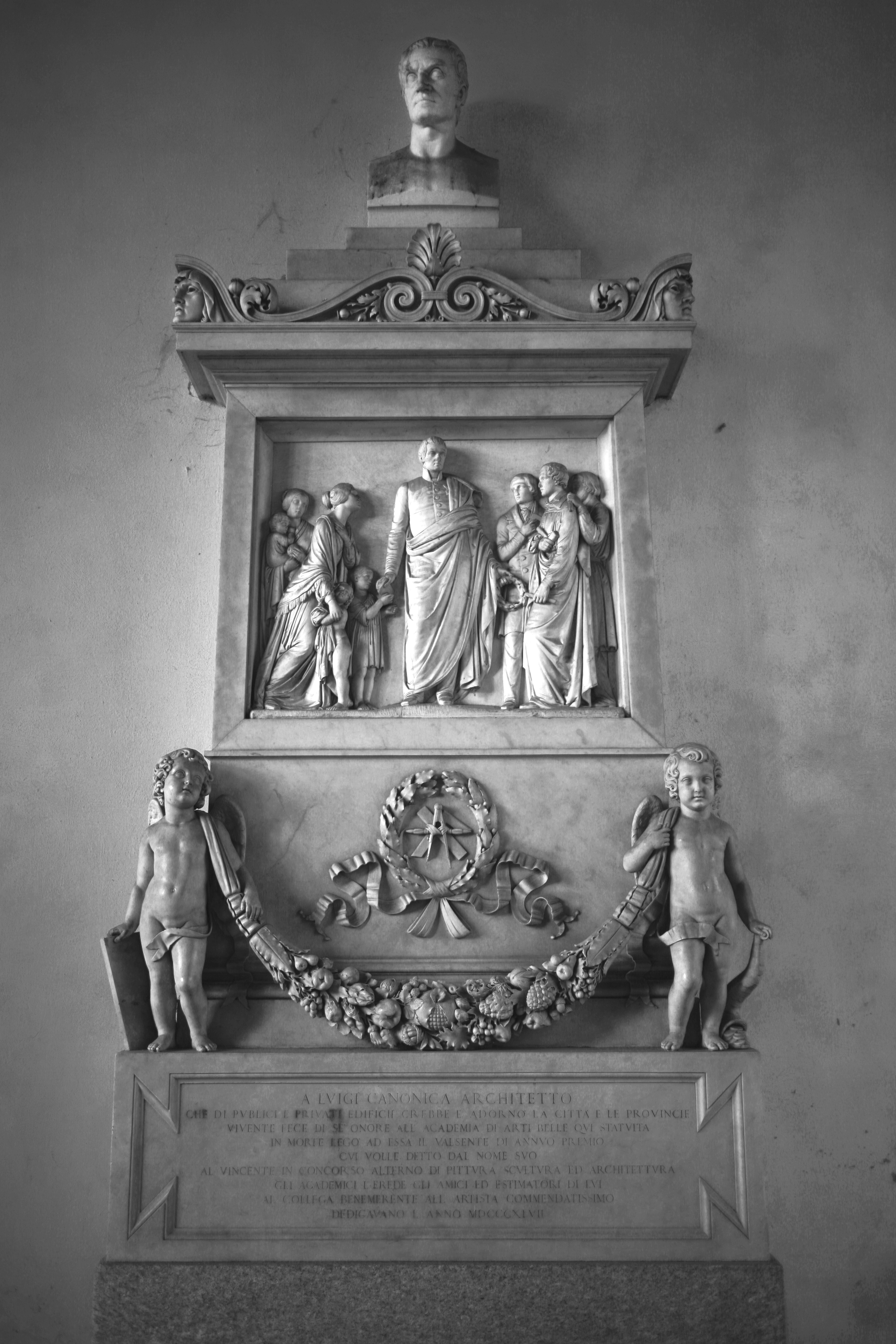
Пам'ятник архітектору Луїджі Каноніка
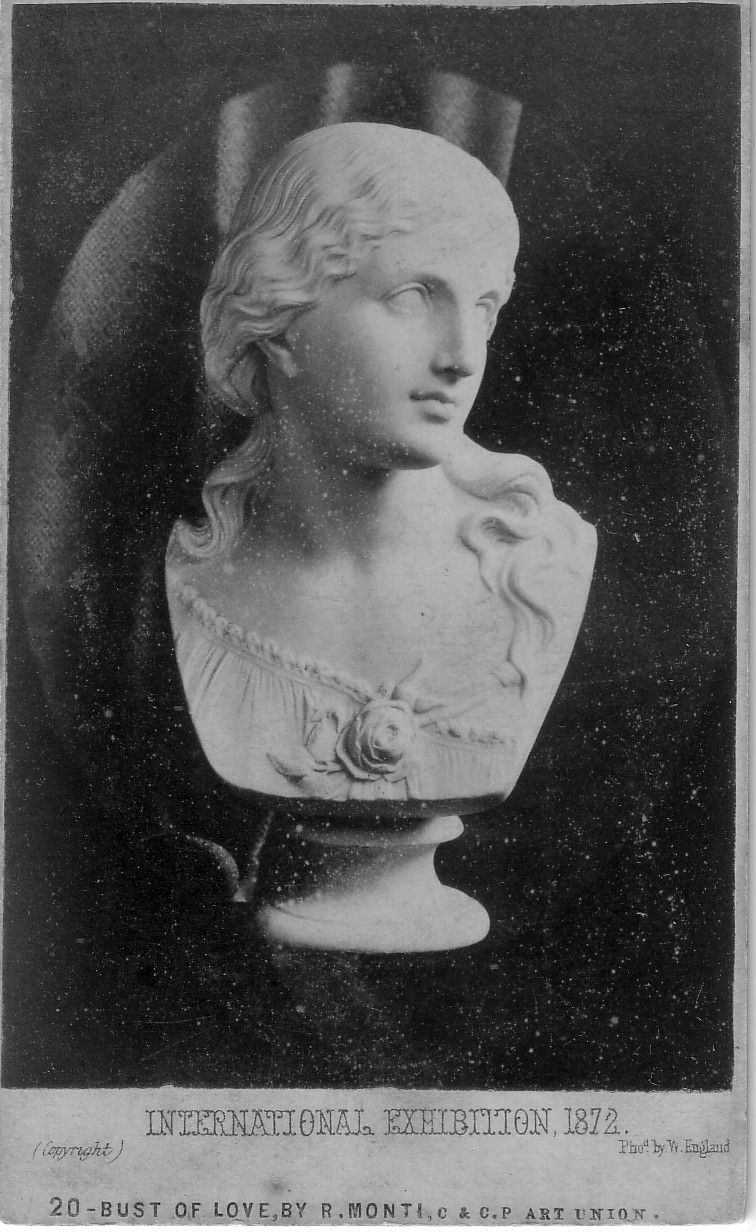
"Любов". Порцеляна . 1872